# Corey Reynolds
Corey Reynolds, född 3 juli 1974 i Richmond, Virginia, är en amerikansk skådespelare.
Reynolds har bland annat medverkat i TV-serierna Resident Alien och The Closer. Han har även medverkat i filmen The Terminal.

## Filmografi (i urval)
- 2004 – The Terminal
- 2005–2012 – The Closer (TV-serie)
- 2021–2024 – Resident Alien (TV-serie)